# Michaił Koklajew
Michaił Wiktorowicz Koklajew, ros. Михаил Викторович Кокляев, ps. „Misza” (ur. 17 grudnia 1978 w Czelabińsku) – rosyjski sztangista i profesjonalny zawodnik strongman.
Najlepszy rosyjski strongman w historii tego sportu. Jeden z najlepszych, światowych siłaczy. Mistrz Rosji Strongman w latach 2005, 2006 i 2007. Wicemistrz Świata IFSA Strongman 2006 i Wicemistrz Świata IFSA Strongman 2007. Drużynowy Wicemistrz Świata Par Strongman 2005 i Drużynowy Wicemistrz Świata Par Strongman 2007.

## Życiorys
Michaił Koklajew w wieku 13 lat zaczął trenować podnoszenie ciężarów. Był sześciokrotnym mistrzem Rosji w podnoszeniu ciężarów. Jako sztangista startował w latach 1995–2004.
Od 2005 r. trenuje konkurencje strongman i już w tym samym roku, po raz pierwszy, zdobył Mistrzostwo Rosji.
29 sierpnia 2008 r. w zawodach Ligi Mistrzów Strongman w Finlandii pokonał Žydrūnasa Savickasa i zajął 1. miejsce.
W rankingu najlepszych rosyjskich siłaczy zajął pierwsze miejsce w latach 2005, 2006, 2007 i 2008.
Na początku lipca 2009 r. doznał zerwania bicepsu. W wyniku tej kontuzji został wykluczony z zawodów (między innymi z Mistrzostw Świata Strongman 2009, na których zastąpił go Aleksandr Kluszew), do końca roku.
23 października 2009 r., prowadząc w Czelabińsku samochód Toyota Camry, nie zatrzymał się na wezwanie policji. W trakcie policyjnego pościgu uderzył swoim samochodem i zabił pieszego, który przechodził jezdnię na czerwonym świetle. Minimalna kara jaka grozi za ten czyn wynosi 2 lata więzienia. Ostatecznie Koklajewowi nie postawiono zarzutów, uznając, że był w tej sprawie bez winy.
Był zrzeszony w federacji IFSA i sklasyfikowany na 2. pozycji.
Michaił Koklajew gra na akordeonie i pianinie oraz śpiewa. Jest żonaty z Oksaną, mają syna Michaiła (ur. 2002) i córkę Dianę (ur. 2010). Mieszka w Czelabińsku.

### Arnold Strongman Classic
Michaił Koklajew jest niezwykle silnym człowiekiem. Wziął udział sześciokrotnie w elitarnych zawodach siłaczy Arnold Strongman Classic, w latach 2006, 2007, 2008, 2009, 2010 i 2011. Dotychczas jest jedynym rosyjskim siłaczem w tych zawodach.

### Mistrzostwa Świata Strongman
Michaił Koklajew wziął dotychczas udział czterokrotnie w indywidualnych Mistrzostwach Świata Strongman, w latach 2005 (IFSA), 2006 (IFSA), 2007 (IFSA) i 2010.
W swym debiutanckim roku jako strongman, na Mistrzostwach Świata IFSA Strongman 2005, w Kanadzie, zdobył tytuł Drugiego Wicemistrza Świata IFSA Strongman i został pokonany jedynie przez znacznie bardziej doświadczonych, najlepszych światowych zawodników: Žydrūnasa Savickasa i Wasyla Wirastiuka.
W następnym roku, na Mistrzostwach Świata IFSA Strongman 2006, na Islandii uległ tylko Žydrūnasowi Savickasowi i wywalczył tytuł Wicemistrza Świata IFSA Strongman.
15 września 2007 r. w Korei Południowej, na Mistrzostwach Świata IFSA Strongman 2007 zepchnął Žydrūnasa Savickasa na pozycję Drugiego Wicemistrza Świata i zdobył ponownie Wicemistrzostwo Świata.
W 2008 r. federacja IFSA nie zorganizowała swoich mistrzostw, a w roku następnym był zakwalifikowany do udziału w Mistrzostwach Świata Strongman 2009, jednak nie wziął w nich udziału z powodu kontuzji.
Klasyfikacja w indywidualnych Mistrzostwach Świata Strongman:
| Rok     | 2005 IFSA | 2006 IFSA | 2007 IFSA | 2010 |
| ------- | --------- | --------- | --------- | ---- |
| Pozycja |           |           |           |      |

Wziął udział dwukrotnie w Drużynowych Mistrzostwach Świata Par Strongman, w latach 2005 i 2007.
Klasyfikacja w Drużynowych Mistrzostwach Świata Par Strongman:
| Rok     | 2005 | 2007 |
| ------- | ---- | ---- |
| Pozycja |      |      |

Wymiary:
- wzrost 192 cm
- waga 155 – 158 kg (wcześniej 140 – 148 kg)
- biceps 53 cm

Rekordy życiowe:
- przysiad 360 kg
- wyciskanie 240 kg
- martwy ciąg 438,4 kg[16]

## Osiągnięcia strongman
- 2005
  - 2. miejsce – Drużynowe Mistrzostwa Świata Par Strongman 2005, Polska
  - 1. miejsce – Mistrzostwa Rosji Strongman
  - 6. miejsce – Mistrzostwa Europy IFSA Strongman 2005, Łotwa
  - 3. miejsce – Mistrzostwa Świata IFSA Strongman 2005, Kanada
- 2006
  - 3. miejsce – Arnold Strongman Classic, USA
  - 1. miejsce – Mistrzostwa Rosji Strongman
  - 4. miejsce – Drużynowe Mistrzostwa Świata Strongman 2006, Ukraina
  - 2. miejsce – Mistrzostwa Świata IFSA Strongman 2006, Islandia
- 2007
  - 5. miejsce – Arnold Strongman Classic, USA
  - 5. miejsce – Mistrzostwa Europy IFSA Strongman 2007, Ukraina
  - 3. miejsce – Drużynowe Mistrzostwa Świata Strongman 2007, Ukraina
  - 2. miejsce – Mistrzostwa Świata IFSA Strongman 2007, Korea Południowa
  - 1. miejsce – Mistrzostwa Rosji Strongman
  - 2. miejsce – Drużynowe Mistrzostwa Świata Par Strongman 2007, Litwa
- 2008
  - 3. miejsce – Arnold Strongman Classic, USA
  - 4. miejsce – Liga Mistrzów Strongman 2008: Ryga
  - 6. miejsce – Fortissimus, Kanada
  - 2. miejsce – Drużynowe Mistrzostwa Świata Strongman 2008, Ukraina
  - 1. miejsce – Liga Mistrzów Strongman 2008: Kokkola
  - 2. miejsce – Mistrzostwa Świata w Wyciskaniu Belki, Litwa
  - 2. miejsce – Mistrzostwa Rosji Strongman
- 2009
  - 2. miejsce – Arnold Strongman Classic, USA
  - 1. miejsce – Liga Mistrzów Strongman 2009: Subotica
  - 6. miejsce – Giganci Na Żywo 2009: Mohegun Sun
  - 3. miejsce – Giganci Na Żywo 2009: Stavanger
  - 1. miejsce – Liga Mistrzów Strongman 2009: Terborg
  - 5. miejsce – Fortissimus 2009, Kanada
- 2010
  - 4. miejsce – Arnold Strongman Classic 2010, USA
  - 2. miejsce – Giganci Na Żywo 2010: Johannesburg
  - 3. miejsce – Mistrzostwa Świata Strongman 2010, RPA
- 2011
  - 5. miejsce – Arnold Strongman Classic 2011, USA